# Wormaldia clavella
Wormaldia clavella är en nattsländeart som beskrevs av Wolfram Mey 1995. Wormaldia clavella ingår i släktet Wormaldia och familjen stengömmenattsländor. Inga underarter finns listade i Catalogue of Life.